# Товариство Нестора Махна «Гуляй-Поле»
Товариство Нестора Махна «Гуляй-Поле» — всеукраїнська громадська організація.
Громадська організація «Товариство Нестора Махна «Гуляй-Поле» була створена 29 вересня 1998 року з місцевим статусом у місті Києві.
26 жовтня 2000 року, Товариство набуло статусу Всеукраїнської громадської організації, змінивши назву на «Всеукраїнська громадська організація «Товариство Нестора Махна «Гуляй-Поле».
Ініціатором створення Товариства та його Головою був народний депутат України 2 і 3-го скликання, Член Центральної Ради Української республіканської партії «Собор», Віце-президент Федерації шахів України, підполковник Єрмак Анатолій Васильович.
Мета діяльності Товариства — сприяння вивченню, об'єктивній оцінці та популяризації діяльності керівника селянського народного руху України Нестора Івановича Махна в історичних подіях XX століття, увіковічення його постаті в творах мистецтва та літератури, назвах вулиць.

## Члени Товариства
Серед членів Товариства
- народний депутат України, Голова Спілки офіцерів України, полковник Григорій Омельченко;
- українські офіцери Валентин Грінченко та Олександр Рябека;
- український історик, археолог Юрій Шилов;
- народні артисти України Василь Литвин та Василь Нечепа;
- українська письменниця, поетеса, громадський діяч Антоніна Гармаш-Литвин.

Колективними членами товариства є
- громадська організація «Міжнародний освітній фонд імені Ярослава Мудрого» (президент — Валентина Стрілько),
- Всеукраїнська Асоціація «Афганці Чорнобиля» (голова правління — Олександр Рябека),
- дитячо-юнацька спортивна школа козацького бойового мистецтва «Спас» (керівник — Олександр Притула).

## Діяльність Товариства
В 1998 році Товариство виступило ініціатором та організатором проведення заходів з нагоди 110 річниці народження Нестора Махна, які проходили в місті Гуляйполі, було встановлено пам'ятний хрест Нестора Махна, підтримується діяльність музею Нестора Махна в місті Гуляйполі. Завдяки зусиллям Голови Товариства Анатолія Єрмака та його колеги Григорія Омельченка у Франції було віднайдене місце поховання Нестора Махна на цвинтарі Пер-Лашез та увіковічена його пам'ять. Товариство ініціювало надання вулиці в місті Гуляйполі імені Нестора Махна. За ініціативою Товариства засновано Всеукраїнський фестиваль «Гуляй-Поле» імені Нестора Махна.
Товариство бере участь в роботі з вивчення архівних матеріалів щодо розвитку України на різних історичних етапах, в першу чергу з питань, пов'язаних з визвольним рухом в Україні, українським козацтвом, махновським рухом, діяльністю визначних діячів України.
Товариство виступило одним із ініціаторів акції «Збережемо Хортицю», спрямованої на збереження і недопущення свідомого руйнування пам'ятки виникнення першої світової цивілізації, найбільшого у світі річкового острову Хортиця. Товариство вносило до органів державної влади пропозиції щодо збереження найдавнішої в Світі пам'ятки державності, основи української етнокультури «Кам'яна Могила» (XIX — ІІ тис. до н. е.) та надання відповідного національного статусу музею «Кам'яна Могила» (директор — Борис Михайлов), на території якого розташована ця пам'ятка. Результатом цієї роботи стало виділення в 2003 році музею коштів для будівництва приміщень, які будуть містити нові експозиції.
За ініціативи Товариства знятий документальний фільм «Шляхами Велесової книги» (режисер Роман Грінченко), який розповідає про походження та корені українського народу, його історію. За ініціативи товариства всеукраїнський тижневик «Інформаційний бюлетень» (головний редактор — Тамара Просяник) здійснив цілу низку публікацій, в яких відображений правдивий погляд на роль Нестора Махна та махновського руху в історії України початку ХХ сторіччя, подані маловідомі факти з біографії Нестора Івановича, а також статті Юрія Шилова з історії України, які розкривають маловідомі факти про найдавнішу світову цивілізацію.
Товариство займається розвитком спорту в Україні. За ініціативи товариства та сприяння Міжрегіональної Академії управління персоналом (президент — Георгій Щокін) започатковано міжнародний студентський шаховий фестиваль «VIVAT ACADEMIA», який допомагає розвитку шахів в Україні, пошуку та заохочення талановитої молоді. За сприяння Товариства збірна команда України у складі міжнародних гросмейстерів Василя Іванчука, Руслана Пономарьова, Володимира Баклана, В'ячеслава Ейнгорна, Олега Романишина, Вадима Малахатька, Івана Бика (капітан команди) вперше в історії стала чемпіоном світу, завоювавши золоті медалі і Кубок V командного чемпіонату світу з шахів, який проходив 12 — 20 жовтня 2001 р. в Єревані (Вірменія).
Товариство бере участь у розвитку традиційних народних ремесел і галузей, зокрема, конярства, козацького бойового рукопашу «Спас», участь у розвитку туристичних маршрутів в історичні місця України. За організації та участі Товариства в місті Запоріжжі щорічно проводиться «Міжнародний фестиваль козацьких бойових та традиційних мистецтв «Спас на Хортиці».
Товариство докладає зусиль для збереження та розвитку кобзарства. З ініціативи Товариства в рамках щорічного фестивалю козацьких бойових та традиційних мистецтв проводиться концертна програма «Кобзарське коло». В ньому беруть участь артисти-кобзарі України, зокрема, народні артисти Василь та Антоніна Литвини, Василь та Роман Нечепи, Ольга Коростильова та інші артисти.
Разом з Всеукраїнською Асоціацією «Афганці Чорнобиля» Товариство займається підтримкою учасників ліквідації наслідків Чорнобильської катастрофи та їх сімей, надає допомогу у забезпеченні житлом, лікуванні чорнобильців, сприяє захистові їх прав та законних інтересів. Товариство активно брало участь у заходах, спрямованих на вшанування пам'яті загиблих учасників ліквідації аварії на ЧАЕС, які проводилися, разом з Асоціацією «Афганці Чорнобиля», «Союз Чорнобиль України» та іншими громадськими організаціями, ініціювало в органах державної влади прийняття законодавчих актів, спрямованих на підтримку осіб, які постраждали внаслідок Чорнобильської катастрофи.
Разом з «Міжнародним освітнім фондом імені Ярослава Мудрого» Товариство провело велику кількість благодійних акцій, спрямованих на підтримання районних шкіл, профтехучилищ та вищих закладів освіти методичною літературою та аудіо-відеотехнікою, спортивним інвентарем тощо. Проведена велика кількість благодійних акцій з допомоги дітям з малозабезпечених сімей, дітям-сиротам та напівсиротам в Пологівському, Гуляйпільському, Новомиколаївському, Вільнянському, Запорізькому районах Запорізької області, в Запоріжжі, Гуляйполі, Вільнянську, Кременчуку, Полтаві та інших містах України.
Одним із пріоритетних завдань товариства є виховання здорового покоління, тому товариство докладає зусиль і в напрямку розвитку медицини. Підтримуються прогресивні напрями лікування, зокрема, активна підтримка надається лікарю Володимиру Берсенєву — автору унікальної методики лікування.
11 лютого 2003 року Голова Товариства Анатолій Васильович Єрмак трагічно загинув в автокатастрофі. На місці автокатастрофи встановлено пам'ятний знак. Зараз Товариство Нестора Махна «Гуляй-Поле» очолює Президент Всеукраїнської громадської організації «Всеукраїнська федерація «Спас» Олександр Притула.